# Cherax quadricarinatus
Cherax quadricarinatus (лат.) — австралийский пресноводный рак из отряда десятиногих раков (Decapoda).
Обитает в реках на северо-западе штата Квинсленд и Северной территории Австралии, был обнаружен также в Папуа-Новой Гвинее, тропический теплолюбивый рак.
Окраска варьирует в зависимости от местообитания. Тело состоит из трёх отделов-тагм — головогруди, переона и плеона.
Живет до 7 лет, максимальная длина достигает 40 см, а вес — 2 кг. Достижение половой зрелости происходит в возрасте 1,5…2 лет. При помощи своих мощных клешней могут рыть себе норы, но в основном пользуются и готовыми убежищами — полостями под корягами и камнями; данный вид считается «мало копающим». Смертельная температура — ниже 10 °С и выше 36 °С. Требователен к качеству воды. Может выживать при низком содержании кислорода и высоком содержании нитратов. Самым опасным для данного рака является даже ничтожное содержание меди, цинка в воде.
Питаются раки в основном детритом, но могут поедать и растительную пищу, а также мёртвых и живых мелких животных; при случае могут поймать мелкую рыбу как и другие раки.
Объект аквакультуры в Австралии, Турции, Украине, России, Испании, США, Мексике, Бразилии, Казахстане, Израиле. Не относится к высоко инвазивным видам по данным FAO UN, хотя первоначально были такие предположения, на сегодняшний день, более чем за 20 лет разведения, не зарегистрировано официально влияния на окружающую среду стран, где ведётся его выращивание, по данным FAO.